# Politique en Ouzbékistan
L’Ouzbékistan est une république présidentielle où le président est à la fois chef de l'État et chef du gouvernement. Le pouvoir exécutif est exercé par le gouvernement tandis que le pouvoir législatif est partagé entre le gouvernement et les deux chambres du parlement. Le paysage politique est davantage façonné par les clans que par les partis. L'Ouzbékistan en tant qu'entité existe depuis le 27 octobre 1924, lorsque diverses entités territoriales d'Asie centrale (une partie du Turkestan, de la république de Boukhara et de la république de Khorezm) furent regroupées dans la RSS d'Ouzbékistan (1924-1991). Le 13 mai 1925, l'Ouzbékistan intègre l'URSS. L'Ouzbékistan a déclaré son indépendance le 30 août 1991 (célébrée le 1er septembre). La Constitution de l'Ouzbékistan indépendant a été adoptée le 8 décembre 1992.
Le pays est dirigé depuis 2016 par Shavkat Mirziyoyev.
Les collectivités territoriales disposent de leurs propres organes de représentation (gouverneurs et assemblées territoriales), notamment la république autonome du Karakalpakistan (Qoraqalpog‘iston Respublikasi).
165 États ont reconnu l'Ouzbékistan, dont 103 ont établi des rapports diplomatiques avec lui. Plus de quarante missions diplomatiques exercent leurs fonctions à Tachkent. L'Ouzbékistan dispose d'ambassades dans 25 pays.

## Pouvoir exécutif
| Fonction                   | Nom                | Parti    | Depuis           |
| -------------------------- | ------------------ | -------- | ---------------- |
| Président de la République | Shavkat Mirziyoyev | O'zLiDeP | 8 septembre 2016 |
| Premier ministre           | Abdulla Oripov     | O'zLiDeP | 14 décembre 2016 |

Le président de la République est élu pour cinq ans au suffrage universel direct. Il nomme le gouvernement, qui doit recevoir l'investiture de l'Oliy Majlis, le parlement du pays.
Islam Karimov fit prolonger son mandat par référendum par deux fois, en décembre 1995 (jusqu'en 2000) puis en janvier 2002 (jusqu'en 2007), afin de contourner la limite constitutionnelle de deux mandats consécutifs. La majorité des observateurs internationaux refusèrent de prendre part au processus, considérant qu'il n'était pas conforme aux standards démocratiques de base.
Le Sénat approuve le 5 décembre 2011 un amendement constitutionnel qui réduit le mandat présidentiel de sept à cinq ans. La Chambre basse du parlement, la Chambre législative, a approuvé le changement plus tôt. Le changement a été initié par le président Islam Karimov. La Constitution d'Ouzbékistan avait fixé le mandat présidentiel à cinq ans mais un référendum en 2002 avait étendu le mandat à sept ans.
Depuis le 8 septembre 2016, Shavkat Mirziyoyev est le nouveau président de l'Ouzbékistan.

## Pouvoir législatif
L'Oliy Majlis (Conseil suprême) forme le parlement bicaméral du pays depuis 2005.
Sa composition est la suivante :
- la Chambre législative qui compte 150 députés élus dans des circonscriptions territoriales ;
- le Sénat qui compte 100 élus : 84 élus au suffrage universel et 16 autres nommés par le Président de la République.

## Partis politiques et élections
- Parti démocrate populaire (CDP)
- Parti du renoncement personnel ou Parti national démocrate Fidokorlar (F)
- Parti du progrès de la nation (VT) (nota : F et VT ont fusionné)
- Adolat (Justice) (A)
- Parti de la renaissance démocrate nationale (MTP)
- Parti social-démocrate

Tous soutiennent la politique du président Karimov et leurs programmes diffèrent peu de la ligne politique officielle. Les partis d'opposition Erk et Birlik sont interdits, accusés de soutenir les mouvances terroristes.

### Élections législatives du 26 décembre 2004
Cinq cents candidats se sont présentés aux élections législatives du 26 décembre 2004 pour renouveler les 120 sièges de la chambre basse du parlement (Oliy Majlis). Les partis d'opposition tels Erk ou Birlik ont été interdits de participation au scrutin et leurs dirigeants, la plupart en exil, ont appelé au boycott des élections.
Ces élections ont été critiquées par les 20 observateurs de l'OSCE, qui les jugent « loin des normes de l'OSCE et d'autres règles internationales pour des élections démocratiques ». Les observateurs de la Communauté des États indépendants (CEI) ont pour leur part jugé que les élections se sont déroulées correctement et que les quelques irrégularités n'ont pu fausser le résultat final des élections. La différence de jugement entre les deux organisations s'explique aussi par différents degrés de compréhension des mécanismes de fonctionnement politique de la société ouzbèke. La société ouzbèke n'est pas acquise à la démocratie à l'occidentale et la structure du pouvoir reste basée sur les anciens plutôt que sur les élus.
Le président Islam Karimov, a pour sa part déclaré : « les conclusions de l'OSCE ne sont pas très importantes pour nous, et l'OSCE n'est pas la seule organisation ». Il a dénoncé l'implications des Occidentaux dans les actuelles révolutions touchant plusieurs pays de l'ancienne URSS, en faisant référence à la Géorgie et à l'Ukraine.
Les résultats des élections ont été communiqués par le gouvernement en janvier 2005.

## Pouvoir judiciaire
La Cour suprême est la plus haute instance judiciaire ordinaire du pays. La Cour constitutionnelle veille à la conformité des lois avec la constitution, tandis que la Haute cour économique règle les litiges d'ordre économique et commercial.

## Droits de l'homme
Les ONG présentes en Asie centrale ainsi que l'ONU dénoncent les tortures, le manque de démocratie, la répression contre l'opposition politique et religieuse, l'absence de liberté de la presse. Le chef du parti Erk, Muhammad Solih fut contraint à l'exil alors que son collègue Atanazar Oripov est en détention.
Le 13 mai 2005, le régime ouzbek réprime une insurrection populaire dans la vallée de la Ferghana, en faisant tirer sur les insurgés à la mitrailleuse lourde, provoquant 169 morts selon les sources officielles ouzbèkes, 769 morts selon l'opposition, des ONG présentes sur place estimant qu'il y en aurait plus d'un millier.
En octobre 2004, l'ambassadeur du Royaume-Uni en Ouzbékistan, Craig Murray, est démis de ses fonctions, officiellement "pour raisons opérationnelles". Selon le diplomate, cette mesure répond en fait à la fuite d'une note interne de sa part, critiquant la politique de la CIA et de MI6 d'accepter volontiers des services de sécurité ouzbeks des informations obtenues par la torture.
En 2012, une enquête de la BBC affirme avoir découvert l'existence d'un programme de stérilisation forcée qui serait utilisé par le gouvernement dans un but de contrôle démographique, ce que les autorités ouzbèkes nient.
En 2017, une enquête de Cash Investigation met en évidence l'existence de travail forcé et de travail des enfants dans l'industrie du coton dans le pays.

## Relations internationales

### Relations avec les États-Unis
Peu après les attentats du 11 septembre 2001 aux États-Unis, le président Islam Karimov accepte de soutenir les États-Unis dans leur « guerre contre le terrorisme », et que son pays serve de base arrière aux opérations de la guerre d'Afghanistan. Des installations militaires, dont la base aérienne K2 à Khanabad y furent utilisées par la coalition. Les autorités ouzbèkes comptaient sur la coopération économique et militaire stratégique avec les États-Unis pour aider Tachkent à résoudre ses problèmes économiques et politiques.
Cependant, vers la fin de 2002, Tachkent commençait à mal supporter sa dépendance excessive dans différents domaines consécutive à l'implantation de sites militaires américains sur le sol ouzbek. Le 30 juillet 2005, à la suite de la dégradation des relations et l'exfiltration de plus de 450 réfugiés ouzbeks par l'Organisation des Nations unies (ONU) à partir des bases américaines, le gouvernement ouzbek rompt l'entente sur l'utilisation des bases aériennes par les États-Unis.
Au lendemain de l'écrasement de la tentative d'insurrection à Andijan, les États occidentaux et leurs organisations de défense des droits de l'homme ont déclenché une guerre médiatique contre l'Ouzbékistan en demandant le renforcement de la pression économique et politique sur le régime en place. Tachkent a réagi en fermant la base militaire américaine déployée sur son territoire, en réorientant sa politique extérieure vers la Russie, qui s'est retenue de critiquer la répression à Andijan, en adhérant à la Communauté économique eurasiatique (CEE), organisation sous l'égide de Moscou. Cependant, le 13 novembre 2008 l'Ouzbékistan suspend son affiliation à cette organisation, signe d'un certain volte-face vis-à-vis la Russie.

### Relations avec la Russie
En octobre 2005, le président ouzbek a signé une alliance avec la Russie portant sur la création des forces inter-étatiques de l'intervention rapide en cas de conflits internes, un gage supplémentaire du renforcement de son régime. Un nouvel accord entre la Russie et l’Ouzbékistan prévoyant la possibilité d’intervenir militairement en cas d’agression par un tiers a été également signé le 14 novembre 2005. L'Ouzbékistan a par ailleurs intégré le 15 août 2006 l'Organisation du traité de sécurité collective, organisme qui regroupe six anciennes républiques soviétiques sous l'égide de Moscou. Il a proposé par ailleurs d'y incorporer les structures d'espionnage et de contre-espionnage communs, ainsi que les mécanismes des garanties du maintien des régimes en place contre les "révolutions de couleur".
Le réchauffement politique avec la Russie a eu pour résultat les investissements massifs des compagnies russes sur le sol ouzbek (dans le domaine de l'énergie, des télécommunications, de l'aviation civile ou encore de l'agro-alimentaire), ainsi que la hausse substantielle des échanges commerciaux bilatéraux (3 milliards de dollars en 2006, +42 % par rapport à 2005).
En visite officielle à Tachkent le 23 janvier 2009, le président russe Dmitri Medvedev a fait part du passage des livraisons du gaz ouzbek aux prix du marché et du financement des nouveaux gazoducs. Le géant gazier russe Gazprom achètera le gaz ouzbek 340 dollars les mille mètres cubes à partir du premier semestre 2009 (contre 140 dollars en 2008). Tachkent livrera 31 mds de m3 à la Russie en 2009. Les liens économiques se renforceront également dans le domaine de l'aéronautique, le constructeur des Iliouchine-76 cargo ouzbek TAPOiTCh va probablement intégrer la nouvelle holding d'aviation russe.
Youri Korepanov, un colonel russe âgé de la soixantaine, est arrêté à la frontière ouzbèke et condamné le 11 janvier 2011 à huis clos à 16 ans de prison ferme pour la "haute trahison" de l'Ouzbékistan pour une raison qui serait relative au fait qu'il n'avait pas rempli correctement tous les papiers pour renoncer à sa nationalité ouzbèke. Début juillet 2011, le colonel est relâché sous la pression des autorités russes, ayant subi une crise cardiaque en prison,.

### Relations avec les États voisins
Les relations avec les voisins centre-asiatiques restent tendues en raison de contentieux historiques, économiques et politiques (question de la démarcation des frontières notamment dans la vallée de Ferghana). La rencontre, en novembre 2004, entre le président Karimov et son homologue turkmène a permis de renouer un dialogue qui était au point mort depuis 2002. Tachkent aspire comme son voisin kazakh au leadership régional et connait des relations parfois tendues avec ses voisins tadjik et kirghize. Tachkent qui a toujours cultivé des relations de proximité avec les Ouzbeks d’Afghanistan, s’est en revanche rapproché de Kaboul et participe avec Téhéran à des projets de désenclavement par la route du pays (route Termez-Mazar-Bandar el Abbas).
Tachkent participe, par ailleurs, à l’Organisation de coopération de Shanghai (OCS), organisation à dominante sécuritaire (coordination de la lutte anti-terroriste et de la surveillance aux frontières), qui rassemble les pays d’Asie centrale (à l’exclusion du Turkménistan), la Russie et la Chine. Le centre régional de lutte anti-terroriste a été inauguré à Tachkent en janvier 2004.

### Relations avec la France
Dans le domaine de relations économiques, le total des échanges économiques franco-ouzbeks est relativement marginal mais a tendance à augmenter : ils ont doublé entre 2006 et 2007 pour atteindre 51,7 millions d'euros d’exportations françaises et 157,4  millions d'euros d’exportations ouzbèques. La majeure partie des exportations ouzbèques concerne les produits énergétiques alors que les exportations françaises sont plus diversifiées (notamment des composants électroniques et électriques et des produits chimiques). 35 entreprises françaises ont investi en Ouzbékistan mais seulement de manière significative : Geocoton (anciennement Dagris) depuis 2000 et JCDecaux depuis 2006.
Dans le domaine de relations culturelles, la France possède des Centres culturels français à Tachkent et à Samarcande. D'autre part, Tachkent accueille l'Institut français d'études sur l'Asie centrale (IFEAC). Par ailleurs, il existe une école française à Tachkent, homologuée par l'AEFE depuis 2001.
Le 19 mai 2011, Lola Karimova-Tillyaeva, fille cadette du président ouzbek, attaque le journal français Rue89 pour « diffamation » de son père Islam Karimov, notamment pour l'avoir qualifié de « dictateur ». Fin juin 2011, la 17e chambre correctionnelle du Tribunal judiciaire de Paris relaxe Rue89.fr de toutes les accusations de la fille du président.

### Participation internationale
La république d'Ouzbékistan est membre de l'ONU, de l'OSCE, de l'UNESCO, de l'OMS, de l'Organisation mondiale du tourisme, etc. Le 21 décembre 1991 Ouzbékistan devient membre adhérent à la Communauté des États indépendants (traité d'Almaty), regroupant 12 des 15 anciennes républiques de l'URSS. Le 27 janvier 2006 elle intègre aussi la Communauté économique eurasiatique, ainsi que l'Organisation du traité de sécurité collective le 15 août 2006, signe de rapprochement avec Moscou. Le 18 mai 2007, le gouvernement ouzbek a décidé d'adhérer à l'Accord de coopération en matière d'exécution des peines pénales au sein de la Communauté économique eurasienne. En novembre 2008, l'Ouzbékistan suspend sa participation à la CEEA.